# 克利夫蘭 (亞利桑那州)
克里夫蘭（英語：Cleaveland）是位於美國亞利桑那州格林利縣的一個非建制地區。該地的面積和人口皆未知。

## 地理
克里夫蘭的座標為33°43′18″N 109°16′52″W / 33.72167°N 109.28111°W，而該地的平均海拔高度為2355米（即7726英尺）。